# السحب الوابلة على ضرائح الحنابلة
السحب الوابلة على ضرائح الحنابلة كتاب تراجم وسير للفقهاء الحنابلة، ألّفه محمد بن عبد الله بن حميد مفتي الحنابلة بمكة المكرمة المتوفى سنة 1295 الهجرية، قال عبد الرحمن بن سليمان العثيمين "السحب الوابلة على ضرائح الحنابلة كتاب ضخم ذيّل فيه على طبقات ابن رجب من وفيات سنة 751 هـ حيث توقف الإمام ابن رجب واستمر إلى قرب وفاته سنة 1295 هـ استوعب فيه تراجم كثيرة ورجع إلى مصادر غنية وأصيلة وتراجم الرجال فيه مستوفاة، وصل فيه إلى درجة قريبة من مستوى كتاب ابن رجب مع تأخر زمنه. ورتب ابن حميد كتابه على حروف المعجم ولم يجعله طبقات كما فعله ابن رجب…ولكن ابن حميد كدّر هذا الصفو حيث لم يترجم للشيخ محمد بن عبدالوهاب ولا لأولاده ولا أصحابه".

## نسخ الكتاب
- النسخة الأولى بخط تلميذ المؤلف صالح بن عبد الله بن إبراهيم البسام المتوفة سنة 1307 الهجرية، عدد صفحاتها 498 صفحة، وعدد التراجم 826 ترجمةً.
- النسخة الثانية: من مخطوطات جامعة الإمام محمد بن سعود الإسلامية، والناسخ غير معروف، وتاريخ إتمام نسخها في 115 ذي الحجة سنة 1343 الهجرية، عدد صفحاتها 622 صفحة، وعدد تراجمها 812 ترجمة، عليها تعليقاتٌ من محمد العسّافي.[2]